# ウィリアム・デュアン (物理学者)
ウィリアム・デュアン（ドウェイン、英語: William Duane [dweɪn], 1872年2月17日 - 1935年3月7日）は、アメリカ合衆国の物理学者。放射線とX線に関する研究で知られている。

## 略歴
ペンシルベニア州フィラデルフィア生まれ。1893年にハーバード大学を卒業し、1897年にベルリン大学を卒業した。1898年から1907年までコロラド大学で教鞭をとり、その後1913年までフランスのパリにあるキュリー・ラジウム研究所（現キュリー研究所 (パリ)）で研究員を務めた。1913年、ハーバード大学に戻ったデュアンは生物物理学の担当教員となり、1917年から1934年まで生物物理学の教授を務めた。
1923年コムストック物理学賞受賞。

## 参照
- Britannica article on Duane-Hunt law
- Duane's "Radon Cow" described
- The Birth of Nuclear Medicine Instrumentation: Blumgart and Yens, 1925 -- Patton 44 (8): 1362 -- The Journal of Nuclear Medicine
- The Transfer in Quanta of Radiation Momentum to Matter -- Duane 9 (5): 158 -- Proceedings of the National Academy of Sciences